# The Chimney's Secret
The Chimney's Secret er en amerikansk stumfilm fra 1915 af Lon Chaney.

## Medvirkende
- Lon Chaney som Charles Harding
- Gretchen Lederer som Mary Ellis
- Katherine Campbell
- Vera Sisson